# Lasioglossum funebre
Lasioglossum funebre är en biart som först beskrevs av Cameron 1897.  Lasioglossum funebre ingår i släktet smalbin, och familjen vägbin. Inga underarter finns listade i Catalogue of Life.